# Siste riddaren
Siste riddaren är en pjäs av August Strindberg från 1908. Pjäsen hör till Strindbergs historiska dramer och handlar om Sten Sture den yngre.¨